# Zeitbereichsreflektometrie
Die Zeitbereichsreflektometrie, auch bekannt unter der englischen Bezeichnung Time Domain Reflectometry, kurz TDR, ist ein Verfahren zur Ermittlung und Analyse von Lauflängen und Reflexionscharakteristika von elektromagnetischen Wellen und Signalen. Das Verfahren ist im deutschen Sprachraum auch unter dem Begriff Kabelradar bekannt.
In der Praxis spielt der Bereich der optischen Zeitbereichsreflektometrie vor allem in der Netzwerktechnik eine immer wichtigere Rolle.

## Funktionsweise

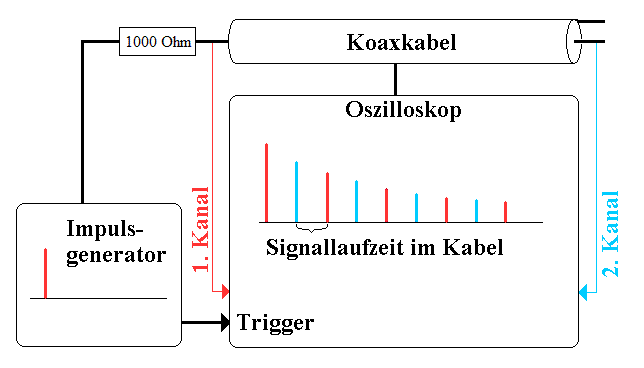
Impulse bei offenem Kabelende

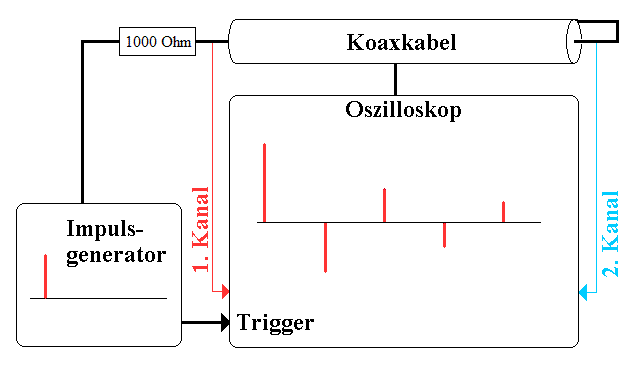
Impulse bei kurzgeschlossenem Kabel

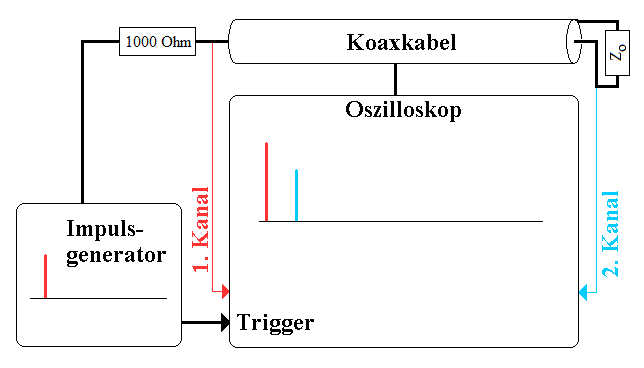
Impulse bei richtig belastetem Kabel

Für die experimentelle Überprüfung gibt es unterschiedliche Verfahren:
1. Ein Impulsgenerator erzeugt eine Folge von sehr kurzen Rechteckimpulsen von jeweils etwa 20 ns Dauer, die in so großem Abstand folgen, dass die Echos aller früheren Impulse abgeklungen sind. Diese werden über einen relativ großen Widerstand auf den Innenleiter des Koaxialkabels geleitet, dort ist auch mit einem kapazitätsarmen Tastkopf der erste Kanal des Oszilloskops angeschlossen. Am anderen Kabelende wird der andere Kanal des Oszilloskops angeschlossen, dort können die elektrischen Eigenschaften des Kabels bei Belastung mit unterschiedlichen Bauelementen überprüft werden.
  1. Bei offenem Kabelende pendeln die Rechteckimpulse zwischen beiden Enden hin und her und verlieren dabei Energie. Es treten nur Impulse gleicher Polarität auf.
  2. Am kurzgeschlossenen Kabelende kann natürlich keine Spannung gemessen werden, die Impulse werden aber mit vertauschter Polarität zum Kabelanfang reflektiert. Da dort ein zu hoher Abschlusswiderstand (R > Zo) angeschlossen ist, werden die Impulse nun mit gleicher Polarität reflektiert. Das Bild erinnert an eine gedämpfte Schwingung.
  3. Wenn das rechte Ende mit der dem Kabel entsprechenden Wellenimpedanz von Zo (meist 50 Ohm) abgeschlossen wird, werden keine Impulse reflektiert. Ein unendlich langes Kabel würde sich genauso verhalten.
2. Unter Zuhilfenahme eines Sprungfunktionsgenerators wird an einem Ende der Leitung ein steiles Signal erzeugt. Die Signalflanke breitet sich über das Medium aus und wird am anderen Ende oder an Störungsstellen reflektiert. Mit Hilfe einer geeigneten Auswerteschaltung oder eines Oszilloskops wird daraufhin das gesendete Signal mit dessen Reflexion verglichen und Informationen über Laufzeit, Amplitude und die kapazitiven, resistiven und induktiven Charakteristika der Reflexion ermittelt. Die einfache Ansicht der Reflexionen im Oszilloskop macht es hierbei dem Betrachter auch ohne tieferes Fachwissen möglich, eine Einschätzung des Reflexionsverhaltens vorzunehmen.

## Geschichte
Die ersten Erfahrungen mit der Zeitbereichsreflektometrie wurden bereits in den 1930er Jahren von Smith-Rose mit Hilfe von Radarstrahlen gemacht. Er erkannte als einer der ersten den Zusammenhang von elektrischen Größen und dem Wassergehalt von porösen Materialien. Angetrieben durch die Fortschritte in der Radartechnik im Zweiten Weltkrieg kam es zur Entwicklung geeigneter Messgeräte, die dann in den 1960er Jahren zu den ersten verwertbaren Geräten führten. Als eines der ersten Einsatzgebiete ist hierbei die Lokation von Kabelbrüchen und Quetschungen in der Elektrotechnik zu nennen. Diese erste Verwendung findet sich heute noch in dem Begriff Kabelradar wieder, der sich im deutschen Sprachraum weitläufig eingebürgert hat.
Die Anwendung der neuen Technik in der Naturwissenschaft erfolgte dann gegen Ende der 1960er, Anfang der 1970er Jahre in der Chemie. Hier wurden bei der Erforschung von Zusammenhängen der Frequenzabhängigkeit der Dielektrizitätskonstante von organischen Molekülen und deren Struktur die ersten wissenschaftlichen Erkenntnisse gewonnen.
Der Durchbruch der neuen Technik gelang jedoch erst G.C. Topp 1980 in den Geowissenschaften, bei der Bestimmung des volumetrischen Wassergehalts im Boden. Da die Messgenauigkeit sehr stark von der Flankensteilheit, das heißt direkt von der Höhe der verwendeten Frequenzen abhängt, gelangte die Technologie mit der Erfindung der Tunneldiode und von Hochfrequenzoszilloskopen zu höheren Genauigkeiten und damit zu neuen Einsatzbereichen. Impulsanstiegszeiten im Pico-Sekundenbereich (10−12 s) sind heute üblich.

## Einsatzbereiche

### Längenmessung
Eine der ersten Anwendungen der Zeitbereichsreflektometrie war die Längenmessung von Kabeln in der Elektroindustrie. Hierbei wird die Zeit gemessen, die ein ausgesandter Impuls bis zu seinem Wiedereintreffen nach der Reflexion benötigt. Kennt man die Ausbreitungsgeschwindigkeit im Kabel, die vom Dielektrikum abhängt, so kann man von der gemessenen Zeit direkt auf die Länge des Kabels zurückschließen. Aus diesem Einsatzfeld hat sich der Begriff des Kabelradars entwickelt.
Während man früher für diese Messungen noch das Oszilloskop benötigte, gibt es heute bereits fertige Messgeräte, die einem den Längenwert direkt anzeigen. Diese Technik findet eine große Anwendung im Bereich der Telekommunikation und der Netzwerktechnik. Bei Neuverkabelungen in Gebäuden erfolgt hierbei die Abrechnung des verlegten Netzwerkkabels nach den gemessenen Werten der Zeitbereichsreflektometrie. Aufgrund der immer höheren Bandbreite ist jedoch ein Trend zur optischen Zeitbereichsreflektometrie zu erkennen, in der das verwendete Medium eine Glasfaser darstellt.

### Störquellenortung

Teilweise Reflexion und Transmission eines Impulses an der sprunghaften Änderung der Wellenimpedanz. Der Anteil der reflektierten und transmittierten Intensität hängt vom Unterschied der Wellenimpedanz ab

Das Ziel der Störquellenortung ist es, beispielsweise bei Erdkabeln Kabelbrüche oder Kabelquetschungen festzustellen und deren Lage zu orten. Hierbei macht man sich die Eigenschaft der Zeitbereichsreflektometrie zunutze, nicht nur Totalreflexionen, sondern jede Änderung im Medium zu erkennen. Nur beim Kabelende, einem Kabelbruch oder einem Kurzschluss zwischen Innen- und Außenleiter kommt es zu einer Totalreflexion.
Breitet sich der Impuls entlang des unveränderten Mediums aus, so ändert sich die Wellenimpedanz im Kabel nicht. Kommt die Impulswelle jedoch auf eine Quetschung, so ändert sich die Impedanz und es erfolgt eine Teilreflexion. Aus dem Zeitpunkt des Eintreffens der Reflexion und deren Natur kann dann auf Ort und Ausmaß der Quetschung geschlossen werden.

### Feuchtigkeitsmessung
Eine in der Geologie, Landwirtschaft und Industrie häufig angewendete Technik zur Bestimmung der Feuchte ist neben der kapazitiven Feuchtemessung die Zeitbereichsreflektometrie. Hierbei nutzt man die Tatsache, dass die Dielektrizitätskonstante von den meisten Materialien, wie Boden, Getreide oder Kaffee, in Abhängigkeit vom Wassergehalt stark differiert.
Über die Laufzeit eines Impulses entlang zweier oder mehr paralleler Leiter (z. B. in Form von Stäben, die man ins Material einbringt) lässt sich die volumetrische Feuchte berechnen.
Siehe: Feuchtemessung mit Zeitbereichsreflektometrie.

### Leitfähigkeitsmessung
Leitfähige Medien schließen, je nach Grad der Leitfähigkeit, bestimmte Frequenzen in Teilen kurz und führen zu Dämpfungen der übrigen Frequenzen.
Setzt man die Amplitudenwerte des ausgesandten Impulses mit den Amplitudenwerten des reflektierten Impulses in Relation, so lässt dies Rückschlüsse auf die Leitfähigkeit des Mediums zu. Da die maximalen Amplituden der hohen Frequenzen jedoch schwer zu bestimmen sind, ist dies ein schwieriges Verfahren, deren Anwendung in Teilen der Feuchtigkeitsmessung im Boden zu suchen ist.

### Füllstandmessung
Bei einem auf TDR basierenden Füllstandmessgerät wird von der Elektronik des Sensors ein niedrigenergetischer elektromagnetischer Impuls erzeugt, in einen Leiter (auch Sonde genannt) eingekoppelt und entlang dieser Sonde geführt – in der Regel ein Metallstab oder ein Stahlseil. Trifft dieser Impuls nun auf die Oberfläche des zu messenden Mediums, so wird ein Teil des Impulses dort reflektiert und läuft an der Sonde entlang wieder zur Elektronik zurück, welche dann aus der Zeitdifferenz zwischen dem ausgesandten und dem empfangenen Impuls (im Nanosekunden-Bereich) den Füllstand errechnet. Der Sensor kann den ausgewerteten Füllstand als kontinuierliches Analogsignal oder Schaltsignal ausgeben.
Ein Vorteil dieser relativ aufwendigen Methode ist, dass das Messergebnis kaum durch die Eigenschaften des zu messenden Mediums wie etwa Dichte, Leitfähigkeit und Dielektrizitätskonstante oder durch die Umgebungsbedingungen wie etwa Druck und Temperatur beeinflusst wird, und dass keine störanfälligen bewegten Teile benötigt werden.